# Svāmin
Svāmin (devanāgarī: स्वामिन्; al nominativo singolare: svāmī, devanāgarī: स्वामी; diffuso anche nell'adattamento in anglosassone swami) è un titolo religioso sanscrito, appellativo maschile con cui ci si rivolge a un Samnyāsin, a un Dio, a un Re. 
Lo Swami è solito indossare un telo attorno al collo di colore arancione, che sta a significare, secondo la tradizione indiana, il fuoco che ha bruciato tutto ciò che è appartenuto alla vecchia vita, e che in qualche modo, lascia spazio all'autentica natura di Sé.
Il termine svāmin può indicare nella lingua sanscrita anche un "signore", un "padrone", un "sovrano", un "re", un "principe", un "capo di un'armata", o, in qualità di epiteto, anche un dio come Śiva o Visnù.